# Betsy Jolas
Betsy Jolas (París, 5 de agosto de 1926) es una compositora francesa.

## Biografía
Se estableció en los EE. UU. de 1940 a 1946 y luego regresó a París para completar sus estudios con Darius Milhaud y Olivier Messiaen en el Conservatorio Nacional Superior de Música y de Danza de París. 
Betsy Jolas fue la ganadora del «Concurso Internacional de jóvenes directores de Besançon» en 1953. Ella es miembro de la Academia Estadounidense de las Artes y las Letras desde 1983 y miembro de la Academia Estadounidense de las Artes y las Ciencias desde 1995.
En 2007 presidía el Consejo que adjudica los Premio de Composición Musical Príncipe Pierre de Mónaco.

## Distinciones
- 1974 - Grand prix national de la musique.
- 1981 - Grand prix de la ville de Paris.
- 1982 - Grand prix de la SACEM.
- 1985 - Comandante de la Orden de las Artes y las Letras.
- 1992 - Prix international Maurice Ravel.
- 1997 - Caballero de la Legión de Honor.